# 4411 Kochibunkyo
4411 Kochibunkyo (1990 AF) là một tiểu hành tinh vành đai chính được phát hiện ngày 3 tháng 1 năm 1990 bởi Tsutomu Seki ở Geisei.